# Le Baizil
Le Baizil is een gemeente in het Franse departement Marne (regio Grand Est) en telt 255 inwoners (2017). De plaats maakt deel uit van het arrondissement Épernay.

## Geografie
De oppervlakte van Le Baizil bedraagt 14,2 km², de bevolkingsdichtheid is 18,5 inwoners per km².
De onderstaande kaart toont de ligging van Le Baizil met de belangrijkste infrastructuur en aangrenzende gemeenten.

## Demografie
Onderstaande figuur toont het verloop van het inwonertal (bron: INSEE-tellingen).